# Erongarícuaro (község)
Erongarícuaro község Mexikó Michoacán államának középső részén. 2010-ben lakossága kb. 14 500 fő volt, ebből mintegy 2500-an laktak a községközpontban, Erongarícuaróban, a többi 12 000 lakos a község területén található 20 kisebb-nagyobb településen élt.

## Fekvése
A Michoacán állam középső részén fekvő község teljes területe a Vukláni-kereszthegységhez tartozik. Tengerszint feletti magassága 2100 és 3200 m között van, legmagasabb pontja a nyugati határán emelkedik. Keleti része az alacsonyabb: itt terül el a Pátzcuarói-tó, mely átnyúlik a szomszédos Tzintzuntzan és Pátzcuaro községek területére is. A községközpont ennek partján fekszik. A község északi részén még egy kisebb tó található: a Lago Zinciro, emellett több kisebb vízfolyást találhatunk a hegyek között az évi 1000–1100 mm csapadéknak köszönhetően, közülük legjelentősebb a Huinchu. A terület kb. 35%-át hasznosítják növénytermesztésre, mintegy 46%-ot pedig erdő foglal el.

## Népesség
A község lakóinak száma a közelmúltban összességében növekedett, bár voltak időszakok, amikor csökkent. A változásokat szemlélteti az alábbi táblázat:
| Év   | Lakosság |
| ---- | -------- |
| 1990 | 11 930   |
| 1995 | 13 357   |
| 2000 | 13 161   |
| 2005 | 13 060   |
| 2010 | 14 555   |

## Települései
A községben 2010-ben 21 lakott helyet tartottak nyilván, de néhány közülük igen kicsi: 5 településen 20-nál is kevesebben éltek. A jelentősebb helységek:
| Település                                    | Lakosság (2010) |
| -------------------------------------------- | --------------- |
| Jarácuaro                                    | 2817            |
| Erongarícuaro (községközpont)                | 2573            |
| San Francisco Uricho                         | 1832            |
| Puácuaro                                     | 1807            |
| San Miguel Nocutzepo                         | 939             |
| Tocuaro                                      | 727             |
| Arocutín                                     | 606             |
| Lázaro Cárdenas (Colonia de Lázaro Cárdenas) | 555             |
| Napízaro                                     | 520             |
| Zinciro                                      | 499             |
| Ex-Hacienda de Charahuén                     | 397             |
| Yotatiro                                     | 363             |
| La Zarzamora                                 | 346             |
| San José Oponguio                            | 317             |
| Colonia Revolución (La Ortiga)               | 110             |
| La Flor de la Esperanza                      | 106             |